# Nyírgyulaj
Nyírgyulaj is een plaats (község) en gemeente in het Hongaarse comitaat Szabolcs-Szatmár-Bereg. Nyírgyulaj telt 2116 inwoners (2001).